# Ceccano
Ceccano è un comune italiano di 22 075 abitanti della provincia di Frosinone nel Lazio.

## Geografia fisica

### Territorio
Città nella Media Valle Latina, nel territorio comunale scorrono i fiumi Sacco e Cosa.

### Clima
Classificazione climatica: zona D, 1775 GR/G
Il clima di Ceccano è quello tipico delle quote più basse della Valle del Sacco: precisamente di tipo mediterraneo con influenze continentali a causa della sua distanza dal mare rispetto alle zone che godono di un classico clima mediterraneo. Le caratteristiche continentali si riscontrano maggiormente nei valori minimi invernali e nei valori massimi estivi. L'estate infatti è calda con temperature massime medie tra i 31 e i 33° e minime intorno ai 19-20° mentre l'inverno è abbastanza freddo con valori minimi che in dicembre e gennaio scendono spesso sottozero in condizioni di soleggiamento e anticicloniche mentre le massime si attestano tra i 9 e i 12° mediamente nei mesi più freddi. Le precipitazioni si concentrano nelle mezze stagioni ma sono generalmente sparse in tutto il corso dell'anno con minimi in Estate. Il mese più piovoso è novembre, quello meno piovoso è luglio (dove le precipitazioni sono spesso temporalesche). Generalmente si registrano accumuli pluviometrici annui compresi tra i 900 ed i 1200 mm. Anche l'umidità è un fattore protagonista nella zona: sono diffuse le nebbie o le foschie nelle notti invernali e autunnali. La neve non è un fenomeno abituale, la località registra mediamente 0,5 cm di accumulo nevoso all'anno ma non sono rari inverni senza nevicate o con fioccate senza accumulo al suolo. Tra gli eventi nevosi di rilievo si sottolinea la grande nevicata del febbraio 2012 quando caddero oltre 50 cm di coltre nevosa che causarono disagi in città con località rimaste senza energia elettrica. Ceccano come altre zone della Media Valle Latina gode dell'effetto del cuscinetto freddo in inverno: si tratta della permanenza prolungata nei bassi strati dell'atmosfera di aria fredda (in seguito a ondate di freddo o gelo) che mantiene le temperature costantemente basse a valle anche se nei piani alti c'è un rialzo termico, questo accade grazie all'orografia "a conca" che ha la zona: la presenza dei Monti Lepini a sud e sud-ovest e dei Monti Ernici verso l'Appennino.

## Storia

### Storia antica
Ceccano è considerata l'antica Fabrateria Vetus, città volsca, già esistente nel 330 a.C., situata lungo le rive del fiume Sacco denominato dai Romani Trerus o Tolerus. Il collegamento tra Ceccano e l'antica Fabrateria si fonda su antiche iscrizioni rinvenute tra il Settecento e l'Ottocento nel territorio comunale. Il mutamento del nome, secondo lo storico locale Michelangelo Sindici avvenne nel VII secolo in onore di Petronio Ceccano Console di Campania, discendente di Tito Flavio e padre di papa Onorio I.
Nel Martirologio Romano del 2001, Fabrateria Vetus è citata in riferimento a San Magno, patrono di Anagni. Questo obbliga a riscrivere la storia del grande santo che, fino ad oggi, si credeva martirizzato a Fondi. La citazione del Martirologio conferma quanto fossero giuste le intuizioni di Michelangelo Sindici il quale aveva, già nel 1893, scritto di martirologi antichissimi che collegavano San Magno a Ceccano. Resta da chiarire se Fabrateria Vetus era la sede vescovile, come Sindici supponeva, oppure San Magno si trovava in Fabrateria, quando fu ucciso, per altri motivi.
Patria di san Silverio I Papa (come scritto da papa Gregorio XVI nella Bolla in cui elevava a collegiata la chiesa di S. Giovanni Battista in Ceccano) che nacque nella contrada di Campo Troiano, odierna Cantinella, la città fu per ordine del Pontefice cinta di mura difensive, in minima parte ancora visibili (così Michelangelo Sindici nell'opera citata, il quale cita numerose fonti antiche e numerosi storici come Pierantonio da Trevi, il Marrocco e l'Aretino).

### Storia medievale
Conquistata dai Longobardi al tempo di Astolfo intorno al 750, la rocca di Ceccano ebbe, nel Medioevo, una grande importanza strategica in quanto posta ai margini dei possedimenti della Chiesa.
Tra il 900 e il 1450 Ceccano fu dominata da una potente famiglia detta dei Conti de Ceccano di probabile provenienza germanica, imparentata con le più importanti famiglie della nobiltà romana.
La contea ceccanese comprendeva i territori di Amaseno, Giuliano di Roma, Prossedi, Pisterzo, Villa Santo Stefano, Carpineto, Patrica, Morolo, Supino, Maenza, Ninfa, Monte Cacume, Monteacuto, fino a raggiungere, per un periodo, Terracina. I Conti de Ceccano vantavano possedimenti parziali anche in Frosinone, Ceprano e Alatri.
Nel 915 i ceccanesi ebbero un importantissimo ruolo nella battaglia del Garigliano, quando le truppe alleate del Papa sconfissero i saraceni che minacciavano Roma.
I Conti de Ceccano furono tra i protagonisti delle vicende storiche dell'area meridionale dello Stato pontificio fino alla seconda metà del XV secolo, quando la famiglia si estinse e i possedimenti della vecchia contea furono assegnati da papa Alessandro VI al piccolo Rodrigo Borgia e, in seguito, furono feudo della famiglia Colonna.
Già nel X secolo la contea ceccanese era tenuta in gran conto nella curia. Il conte Amato è citato come potente benefattore dell'abbazia di Montecassino e, in seguito, (1099) Gregorio de Ceccano fu uno dei più potenti cardinali della Chiesa del tempo, mentre il conte Gregorio, omonimo del primo, influente personaggio, scortò con i suoi uomini, nel 1104, papa Pasquale II nel suo viaggio nel Sorano.
Nel 1168 i ceccanesi inflissero una dura sconfitta alle truppe papali guidate dall'arcivescovo di Magonza, Corrado, schieratosi con Papa Alessandro III dopo che l'Imperatore Federigo Barbarossa lo aveva sostituito con Cristiano.
Tra gli uomini illustri dei de Ceccano, che nella loro storia vantano importanti personaggi nell'Ordine dei Cavalieri di Malta, oltre a sei cardinali va citato il cardinale Annibaldo, potentissimo personaggio della Chiesa del XIV secolo, che durante la cattività avignonese fu inviato dal papa a Roma per aprire il Giubileo del 1350.
Già arcivescovo di Napoli, ottimo diplomatico, spesso il Papa lo inviò in missione per dirimere importanti controversie tra i sovrani d'Europa. Fu protagonista di un tentativo di mediazione tra Inghilterra e Francia durante la guerra dei cent'anni, in un conflitto che sarebbe stato decisivo per la storia dell'umanità. Nonostante le difficoltà, Annibaldo riuscì a ottenere una, seppur breve, tregua. Inviato in Ungheria fu mediatore di un accordo tra il sovrano di quel paese e la regina di Napoli. Gli fu inoltre affidato l'incarico di risolvere "il problema" Cola di Rienzo.
Prima di Annibaldo, che ebbe contatti con Francesco Petrarca e con Giotto, al quale commissionò lavori per la chiesa di S. Maria a Fiume, Ceccano aveva dato i natali ad altri illustri personaggi.
Non si può non ricordare il cardinale Stefano, già abate presso l'abbazia di Fossanova, camerlengo di papa Innocenzo III, amico di san Domenico di Guzmán il quale operò un miracolo in favore di Napoleone de Ceccano, nipote dello stesso cardinale Stefano. Così descrive l'avvenimento il padre Pierantonio da Trevi:
Tutti gli storici di san Domenico di Guzmán citano questo miracolo. Fatto cardinale da papa Innocenzo III nel 1206, Stefano de Ceccano fu tra i fondatori dell'abbazia di San Galgano, nonché benefattore di quelle di San Domenico a Sora e Terracina ed ebbe importanti riconoscimenti dal Re d'Inghilterra, Giovanni Senza Terra.
Altri cardinali della famiglia de Ceccano furono importanti nella storia della Chiesa: tra tutti Teobaldo, tra le cui braccia, in Fossanova, morì il grande Tommaso d'Aquino, parente dei conti ceccanesi in quanto la sua nipote, Francesca, sposò il conte Annibaldo de Ceccano.
È opportuno ricordare la figura del Conte Giovanni che, nominato cavaliere dall'imperatore Enrico, giurò fedeltà a papa Innocenzo III nel 1200.
Tra le imprese di questo conte, fondatore della chiesa di Santa Maria a Fiume consacrata da suo zio cardinale Giordano, nonché ispiratore della celebre Cronaca di Fossanova, scritta dal suo "notaio" Benedetto, c'è la lotta contro Ruggero dell'Aquila, conte di Fondi, il quale, il 23 maggio del 1216, invase la Contea ceccanese. Inseguito e raggiunto nei pressi di Castro-Vallecorsa dalle truppe ceccanesi, Dell'Aquila fu sconfitto e dovette rinunciare ai suoi propositi di espansione.
Il 18 settembre dello stesso anno il Conte Giovanni guidò l'assalto alla fortezza di Morolo. L'azione fu decisa per i contrasti esistenti con la famiglia Colonna che aveva appoggiato il Conte Ruggiero. Morolo fu conquistata e bruciata, i membri della famiglia Colonna fatti prigionieri e ben 424 morolensi furono giustiziati.
Una situazione così cruenta si ebbe soltanto nel 1324 quando il Conte Francesco De Ceccano, in piena cattività avignonese, conquistò Alatri occupandola per ben 35 anni e creando, di fatto, uno stato di guerra contro la Chiesa.
L'ultimo dei De Ceccano può essere considerato il cavaliere dell'Ordine di Malta, Stefano, negli archivi vaticani ricordato come frater S. Ioannis de Hierusalem individuato recentemente come Gran Priore di Roma nei primi anni del XV secolo.

### Storia moderna
Passata per eredità femminile durante il XV secolo alla famiglia Caetani, nel 1501 da Alessandro VI fu concessa a Rodrigo Borgia dal quale a seguito della decadenza della sua famiglia nel 1504 passò, insieme alla contea di Fondi a Prospero Colonna che la trasmise alla sua famiglia.
Risale ai primi anni del XVII secolo il primo Statuto Comunale concesso da Marcantonio Colonna, discendente dell'eroe di Lepanto, Conte di Ceccano.
Nell'ottocento il marchese Filippo Berardi acquistò i beni dei Colonna e divenne in poco tempo il vero "padrone" del paese. Nominato senatore del Regno, fu l'artefice del passaggio della ferrovia nonché promotore di stanziamenti di tipo industriale nel territorio.
Nel XIX secolo Ceccano conferma i suoi stretti legami con la Chiesa grazie al cardinale Giuseppe Berardi, fratello del marchese, e al cardinale Tommaso Pasquale Gizzi, altro grande ceccanese, segretario di Stato di papa Pio IX, protagonista della diplomazia vaticana negli anni del Risorgimento.

### Storia contemporanea
Durante il periodo fascista furono realizzate importanti opere pubbliche come l'acquedotto e il campo sportivo e vennero installate alcune fabbriche che daranno impulso all'economia del paese, come la Bombrini Parodi Delfino.
Nel corso della seconda guerra mondiale Ceccano fu pesantemente bombardata dagli angloamericani. Dal 3 novembre 1943 al 31 maggio 1944 il paese subì 38 incursioni aeree che ebbero come obiettivo, tra l'altro, la chiesa di Santa Maria a Fiume, monumento nazionale, e la chiesa di San Pietro, entrambe rase al suolo.
Anche la medievale chiesa di San Nicola subì danneggiamenti. I bombardamenti risultarono particolarmente feroci.
Nelle ultimissime fasi della seconda guerra mondiale, gli abitanti del comune di Ceccano subirono diversi episodi riferibili alle marocchinate, stupri di massa compiuti dalle truppe algerine all'interno del contingente alleato francese. Il totale delle donne stuprate nel comune fu di 20, oltre a 1 uomo.

### Simboli
Il gonfalone è un partito di rosso e di azzurro.

Stemma del cardinale Annibaldo de Ceccano

Lo stemma deriva dall'arma del cardinale Annibaldo de Ceccano (semipartito: il 1º di rosso all'aquila d'argento, che è dei de Ceccano; il 2º fasciato di rosso e d'argento, le fasce d'argento caricate di 6 crescenti montanti di rosso, disposti 3, 2 e 1, che è dei Stefaneschi).

### Onorificenze
Il comune è stato insignito della medaglia d'argento al merito civile per atti di abnegazione durante il secondo conflitto mondiale. A testimonianza di tali atti, nel 2003, in occasione del sessantesimo anniversario del primo bombardamento subito dalla città (3 novembre 1943), venne realizzato il documentario Ore dieci e quaranta, i testimoni raccontano, ideato e prodotto dall'Associazione culturale IndieGesta.

## Monumenti e luoghi d'interesse

### Architetture religiose
- Santuario di Santa Maria a Fiume: risalente al XII secolo, monumento nazionale, edificato sui resti di un tempio romano dedicato a Faustina, moglie dell'Imperatore Antonino Pio, venne distrutta dai bombardamenti nella seconda guerra mondiale e poi ricostruita fedelmente negli anni cinquanta. Anticamente nel santuario vi erano pitture che la tradizione attribuì alla scuola di Giotto, andati persi durante il bombardamento del gennaio 1944. Pregevoli, al suo interno, il pulpito e l'acquasantiera, unici elementi non andati distrutti.
- Chiesa di San Nicola (XII secolo): in stile gotico-romanico, nelle colonne si leggono iscrizioni in stile longobardo che attestano la data dei lavori e il nome del conte che li commissionò. Interessanti, sulla facciata, il portale del XIII secolo decorato con piccole sculture e l'edicola ove è raffigurata l'immagine della Madonna della Foresta. All'interno, pregevole è l'affresco dell'Addolorata del secolo XVIII.
- Collegiata di San Giovanni Battista: luogo principale dell'attività liturgica, era già stata costruita nel 1196. Subì numerose incursioni che ne determinarono il cambiamento di struttura. Consacrata nel 1767 si presentava con la facciata rivolta dove ora è l'abside: nei primi anni del XX secolo essa fu "girata" ponendo l'entrata nella piazza S. Giovanni, dove è tuttora. La collegiata contiene numerosi oggetti d'arte: appena entrati a sinistra vi è la cappella del tesoro con preziosi messali del XV secolo e reliquiari. Lungo la navata destra vi sono tre altari: uno dedicato alla Natività, uno alla Madonna della Consolazione e uno a sant'Antonio da Padova. L'altare maggiore contiene l'artistico coro ligneo assieme alla pala d'altare raffigurante il Martirio di San Giovanni Battista da attribuire al Signorelli o alla scuola di Reni. Ai lati dell'altare statua di San Giovanni Battista e del S. Crocifisso del XV secolo. Nell'altare di destra, ove è l'artistico altare del S. Sacramento vi è la tomba del cardinale Gizzi tumulata qui nell'ottobre del 1992. Nella navata destra vi sono gli altari dell'Addolorata, XV secolo, e della Madonna del Rosario. Nella sacrestia è possibile ammirare il ciclo di affreschi medievali, in parte rovinati, risalenti al XII secolo.
- Chiesa della Madonna della Pace: anticamente fuori le mura, la chiesetta risale al sec. XVII e veniva usata come lazzaretto. All'interno pregevole tavola, purtroppo rovinata dall'umidità, raffigurante la Natività del Signore, del XVII secolo. Nel maggio 2011 la chiesetta è stata restaurata per interessamento dell'abate-parroco di San Nicola.
- Chiesa di San Rocco: sita lungo la strada per Frosinone, la chiesa risalente al XVI secolo era inizialmente dedicata alla Madonna di Loreto per poi essere dedicata a san Rocco durante la peste che colpì Ceccano a metà del XVII secolo. All'interno pregevole iconostasi con le statue di San Rocco, della Madonna di Loreto e di San Vito. Proprio la statua di San Vito era, anticamente, parte di una festa, il 15 giugno, in cui i Ceccanesi ballavano e pregavano attorno alla statua per favori celesti.
- Chiesa di San Sebastiano: posta in piazza del Comune, la chiesa venne costruita per ordine del cardinale Annibaldo IV de Ceccano, nel 1350 e affidata ai frati minori francescani. Abbandonata nel XV secolo, venne ricostruita in forme barocche attorno alla prima metà del XVII secolo e affidata nel XIX secolo alle suore di carità che lasciarono tale chiesa nel 1969, anno in cui venne chiusa per poi venire riaperta, dopo un grande restauro, il 19 gennaio 1980. La chiesa si presenta a un'unica navata con due altari laterali: nell'altare di sinistra affresco con le Stigmate di san Francesco, nell'altare di destra, anticamente dedicato al Sacro Cuore, affresco della Natività risalente agli inizi del XVII secolo. Nella parte absidale è possibile vedere una volta a crociera, unico esempio della precedente costruzione gotica, sotto la quale si ammira la bella iconostasi con stucchi e affreschi del XIX secolo, siti al lato della statua di San Sebastiano del XVI secolo.
- Nell'abbazia dei Padri Passionisti, dedicata a Santa Maria de Corniano, fondata da san Paolo della Croce, sono conservate le spoglie del beato Grimoaldo Santamaria. Cara ai ceccanesi per l'aiuto dei Padri passionisti alla popolazione nella seconda guerra mondiale, vengono all'abbazia pellegrini di ogni parte d'Italia per pregare davanti al corpo del beato.

### Architetture civili
- L'Auditorium "ex Cinema Italia", di proprietà comunale, autogestito dall'associazione culturale IndieGesta che l'ha trasformato in officina delle arti e della musica.

### Architetture militari
- Castello dei Conti: domina la Valle del Sacco, Nel Medioevo il castello acquisì grande importanza diventando il centro della contea dei Conti de Ceccano, un potente stato autonomo, che dominarono alcune terre poste nelle attuali provincie di Roma, Frosinone e Latina dall'Xl al XV secolo. Tra la fine del 1400 e l'inizio del 1500 con l'estinzione della famiglia, il castello e i loro beni passarono ai Caetani ed infine ai Colonna. Nei secoli dopo diventò un carcere. Un luogo ricco di storia, testimonianze medioevali e di numerose tracce dei detenuti. Alla fine degli anni '90 il castello e stato acquistato dal Comune[11] diventando sua proprietà, e nel 2012, ha affidato la gestione per le aperture al pubblico l'associazione culturale Cultores Artium[12] di Ceccano.
- Castel Sindici: elegante edificio a pochi passi dal centro storico, immerso nella tranquillità di alberi secolari. Progettato dal cavalier Giuseppe Sacconi (già architetto del Vittoriano di Roma) per volere dell'enologo locale e Cavaliere del Lavoro Stanislao Sindici è stato realizzato in stile neogotico con la candida pietra locale a fine '800. Nei locali seminterrati si possono ancora vedere le antiche botti in ceramica dove un tempo veniva prodotto il vino "Castel Sindici", equiparato al bianco di Frascati e venduto anche all'estero agli inizi del '900. I piani superiori erano il salotto buono dove la facoltosa famiglia ospitava artisti illustri, come i pittori romani Tiratelli e forse anche Gabriele D'Annunzio. Alla fine degli anni '20 fu dichiarato Zona d'interesse artistico nazionale e durante gli anni dell'occupazione nazista fu requisito e convertito in quartier generale delle SS; abitato da discendenti della famiglia Sindici fino ai primi anni '90, attualmente è di proprietà comunale ed è possibile visitare solo il pittoresco parco circostante, dal quale ammirare il panorama sul centro storico di Ceccano.

### Siti archeologici
- Villa romana: durante i lavori per la TAV in un sito archeologico già conosciuto (noto ai ceccanesi ma ignorato dalle autorità) sono venuti alla luce resti di un'antica grande villa patrizia romana, che sembra sia addirittura appartenuta all'imperatore Antonino Pio. Impressionante la conduttura in pietra che fungeva da acquedotto a servizio della villa.

### Aree naturali
- Parco astronomico-naturalistico (Lat. 41° 31' 24" Nord - Long. 13° 19' 54" Est): il parco astronomico-naturalistico di Ceccano (opera finanziata dalla Regione Lazio) nasce come progetto di recupero di un'area lacerata da un'intensa attività estrattiva (ex cava) e di messa in sicurezza di un versante in condizioni d'instabilità, soggetto a diffuso dissesto idrogeologico. Durante la fase progettuale delle opere di bonifica e messa in sicurezza (gabbionate, reti corticali, tiranti, opere d'ingegneria naturalistica, disgaggio e frantumazione di grandi massi posti in equilibrio precario lungo il versante e incombenti sulla sede stradale di via Morolense, ecc.), mentre si lavorava sulle carte topografiche progettuali, ci si accorse che il dosso collinare su cui si sviluppa il centro urbano di Ceccano godeva di una singolare posizione. La sua localizzazione, infatti, fa sì che all'inizio della primavera e dell'autunno un osservatore posto su di esso vede tramontare il sole dietro il cocuzzolo di monte Cacume, che si localizza esattamente ad occidente; data la sua particolare morfologia, quest'ultimo, visto dalla collina ceccanese, potrebbe aver rappresentato per le antiche popolazioni indigene un ottimo riferimento per la registrazione del ciclo stagionale (lancetta di un orologio cosmico). La presenza di numerosi massi calcarei reperibili sul dosso carbonatico di Ceccano, materia prima per la realizzazione di allineamenti astronomici, e l'esistenza di una limitrofa area fluvio-lacustre (fiume Sacco) e boschiva, fattore estremamente favorevole allo sviluppo di attività antropiche preistoriche e di insediamenti stanziali, fecero nascere l'ipotesi, per il dosso collinare ceccanese, di "Centro neolitico sacro-astronomico". Da questa ipotesi nacque l'idea di realizzare nell'ambito delle opere di bonifica dell’ex cava un parco astronomico-naturalistico con percorsi didattico-scientifici a tema, tra i quali il tema della "Misura del tempo nella storia dell'uomo". Tra le opere costruite (percorsi naturalistici, area birdgardening, ecc.) sono stati realizzati infatti orologi solari, allineamenti e quadranti astronomici in pietra o in lastra marmorea; antichi strumenti astronomici che gli uomini, sin dal neolitico, utilizzavano per scandire il tempo. Il parco astronomico è ormai chiuso da molti anni, in attesa di interventi di riqualificazione dell'area di pertinenza.

## Storia e archeologia industriale di Ceccano e della Valle del Sacco
Nel XX Secolo l'area di Ceccano ha visto lo sviluppo, nelle aree circostanti l'abitato, di una serie di imprese di dimensioni medie. L'industria bellica Bombrini Parodi Delfino (Bpd) di Colleferro, fondata nel 1912, nel 1936 ampliò i propri stabilimenti, e il 21 aprile 1939, acquistò dall'allora podestà di Ceccano, Enrico Bruni, l’intero patrimonio boschivo, iniziando a creare proprio nel territorio di Ceccano un nuovo polo industriale, mentre nel periodo fra le due guerre l'Isveimer (Istituto per lo sviluppo economico dell’Italia meridionale, costituito con r.d.l. 883/3 giugno 1938, riordinato con l. 298/11 aprile 1953 e posto in liquidazione nel 1996) anticipò la messe di incentivi diretti e infrastrutture create nel secondo dopoguerra. Con l'inaugurazione, nel 1962, della tratta Roma-Capua dell'Autostrada del Sole, la pianificazione industriale promossa dalla “Cassa per le opere straordinarie di pubblico interesse per il Mezzogiorno” (Casmez) portò alla creazione del Nucleo di industrializzazione della Valle del Sacco, istituito con D.P.R. n. 1526 dell’11.10.1963. Il progetto era quello di fornire incentivi perché le imprese, anche straniere, investissero in stabilimenti da costruire (o mantenere) nella Valle, per contrastare lo spopolamento della zona. Alle imprese già esistenti, che avevano impiantato stabilimenti nell'area (quali la Permaflex e la Italbed di Pistoia), la Snia Viscosa (che occupò gli spazi della Bomprini Parodi Delfino, chiusa nel 1968), si aggiunsero così altre imprese: Mallory Timers Continental, gli stabilimenti Prinz Brau di Ferentino, voluti nel 1963 dal gruppo tedesco Rudolf-August Oetker di Bielefeld (Germania) con un logo specifico per l'Italia, oltre a numerose altre aziende, anche di valenza strategica, che con sede in Ceccano, o comunque legate alla città per l'indotto e la logistica, contribuivano al benessere della zona; fra le altre, proprio in città, la APD - Accumulatori Piombo Derivati (che contava 100 dipendenti), installata presso la ss Monti Lepini, km 6.600; la Forgia Nuova - all'epoca in costruzione - che avrebbe dato lavoro a 150 persone, per la produzione di stampati in acciaio, il birrificio Hen Med di Ceccano con 200 addetti, la B.P.D. - SIGME, con 300 dipendenti, per la costruzioni di parti di missili. Nel 1969 erano 26 le industrie in funzione, con 5.000 addetti, 17 in costruzione, con 1.600 addetti, e 52 in programmazione, con previsione di 7.000 addetti, anche grazie agli incentivi e finanziamenti forniti dalla politica.
Se dal punto di vista economico e di benessere sociale, nell'area di Ceccano, tra il 1951 ed il 1969, si ebbe un progresso percentuale pari al 327%, con un reddito pro-capite cresciuto in dieci anni del 204%, e l'industrializzazione proseguì con l'approvazione del Piano Regolatore dell'Area, il 31 marzo 1970, da parte del Consiglio dei Ministri (con decreto n. 7650 la superficie di impiego industriale passava così dagli iniziali 400 ettari a 2.500), le problematiche ambientali ed economiche erano in agguato. 
L'inquinamento dell'acqua, i cui sistemi irrigui alimentavano sia le abitazioni che i cicli produttivi delle aziende (48 km di impianti che al 1981 offrivano una quantità di acqua pari a 780 litri al minuto), quello atmosferico, portarono all'apertura di una serie di inchieste, nel 1967, che si estesero ad analizzare lo stato del terreno.
Negli anni settanta, poi, la fine del supporto da parte della Cassa per il Mezzogiorno, portarono non pochi imprenditori ad abbandonare le strutture. È il caso della MTI (Mallory Timers Continental) fondata in comproprietà fra la PR Mallory & Company statunitense e la Autovox e presieduta da Carlo Daroda che, dopo aver prodotto, a Frosinone, macchine segnatempo per lavatrici, lavastoviglie, ed altri elettrodomestici, annunciò la cessazione della propria attività nel 1974 per poi chiudere alla fine del decennio.
La fase "industriale" di Ceccano declinò verso la fine del novecento, con la chiusura delle aziende principali; chiuse la Hen Med, mentre la APD, assorbita dalla Uranio, cessò di esistere come tale nel 1995. Se alcuni capannoni sono stati riconvertiti, ed altri abbattuti, è possibile oggi vedere gli scheletri di alcune delle imprese della seconda metà del novecento 

## Società

### Evoluzione demografica
Abitanti censiti

## Cultura

### Musica
La città è sede di importanti manifestazioni musicali durante tutto l'anno. Tra le rassegne più popolari e frequentate da un pubblico proveniente da tutta Italia ci sono state in passato: la prima rassegna di musica rock della provincia di Frosinone, Odori Sotterranei, svoltasi dal 1989 al 2000. In seguito la rassegna ha cambiato organizzatore e nome, chiamandosi nel 2001 IndieGesta Music Festival e dal 2003 L'Imboscata, raccogliendo consensi anche all'estero. Dal 2001 viene organizzata la manifestazione Woman & Blues Festival, dedicata al blues al femminile con artiste di livello internazionale, mentre dal 2004, nel periodo estivo, viene organizzata la rassegna jazzistica indipendente IndieJazz. Dal 2003 al 2009 la città è stata sede del raduno musicale Etnika Rock, manifestazione popolare che ha ospitato artisti come Misfits, OK Go, The Hormonauts, Linea 77.
Il gruppo punk rock italiano Idol Lips è originario di Ceccano.

## Economia
Di seguito la tabella storica elaborata dall'Istat a tema Unità locali, intesa come numero di imprese attive, ed addetti, intesi come numero di addetti delle imprese locali attive (valori medi annui).
|           | 2015                  |                              |                            |                |                       |                     | 2014                  |                | 2013                  |                |
| --------- | --------------------- | ---------------------------- | -------------------------- | -------------- | --------------------- | ------------------- | --------------------- | -------------- | --------------------- | -------------- |
|           | Numero imprese attive | % Provinciale Imprese attive | % Regionale Imprese attive | Numero addetti | % Provinciale Addetti | % Regionale Addetti | Numero imprese attive | Numero addetti | Numero imprese attive | Numero addetti |
| Ceccano   | 1.278                 | 3,8%                         | 0,28%                      | 3.474          | 3,26%                 | 0,23%               | 1.286                 | 3.476          | 1.330                 | 3.799          |
| Frosinone | 33.605                |                              | 7,38%                      | 106.578        |                       | 6,92%               | 34.015                | 107.546        | 35.081                | 111.529        |
| Lazio     | 455.591               |                              |                            | 1.539.359      |                       |                     | 457.686               | 1.510.459      | 464.094               | 1.525.471      |

Nel 2015 le 1.278 imprese operanti nel territorio comunale, che rappresentavano il 3,8% del totale provinciale (33.605 imprese attive), hanno occupato 3.474 addetti, il 3,26% del dato provinciale; in media, ogni impresa nel 2015 ha occupato poco meno di tre addetti (2,72).

### Artigianato
Nel Comune sono diffuse attività di sartoria, ebanisteria, delle calzature, dei mobili in stile e dell'arte del ferro.

## Infrastrutture e trasporti

### Ferrovie
Il Comune è servito dalla stazione di Ceccano, posta sulla ferrovia Roma-Cassino-Napoli.

## Amministrazione

### Gemellaggi
- Plouzané
- Cancún[33]

### Altre informazioni amministrative
Nel 1927 il riordino delle circoscrizioni provinciali (R.D. n. 1 del 2 gennaio 1927) istituì la provincia di Frosinone e Ceccano passò dalla provincia di Roma a quella di Frosinone.

## Sport

### Atletica leggera
- Atletica Ceccano.[34]
- ASD Runners Elite Ceccano.[34]

### Calcio
- A.S.D. Ceccano Calcio 1920 (colori sociali Rosso Blu) che, nel campionato 2023-24, milita nel campionato maschile di  Eccellenza.[35]
- A. S. D. Omnia Ceccano Academy (colori sociali Bianco Rosso Blu) che, nel campionato 2023-24, milita nel campionato maschile di Seconda Categoria.[36]

### Calcio a 5
- A.S.D. Futsal Ceccano che, nel campionato 2021-22, milita nel campionato maschile di serie C2.[37]

### Motori
Ogni anno a luglio si svolge una gara rallystica di importante interesse locale. Il rally di Ceccano nasce nel 1986 sulle orme del vicino rally di Pico. In pochi anni diventa un punto di riferimento fino ad acquisire validità per il Campionato Italiano 2 Litri. Ha rivestito nel 2011 il ruolo di Finale Unica di Coppa Italia vinta dal piemontese Luca Cantamessa. Nel 2012 viene inserito in calendario facente parte alla settima zona dei Challenge Nazionali a coefficiente maggiorato 1,5 e inoltre come riserva ufficiale del TRA (Trofeo Rally Asfalto). Attualmente fa parte del calendario Challenge Nazionali settima zona con coefficiente 1,5. Nell'albo d'oro spiccano nomi di esponenti importanti della scena rallystica nazionale come Renato Travaglia, Pierluigi Deila e Riccardo Errani.

### Rugby
Il 26 settembre 2006 nasce il Fabraternum Rugby Club che partecipa al campionato di serie C laziale e ha squadre juniores che partecipano ai campionati di categoria giovanili.

### Tennis
Presenti due circoli affiliati alla Federazione Italiana Tennis: ASD Oasi del Tennis e Club Tennis Collina Verde.

## Galleria d'immagini

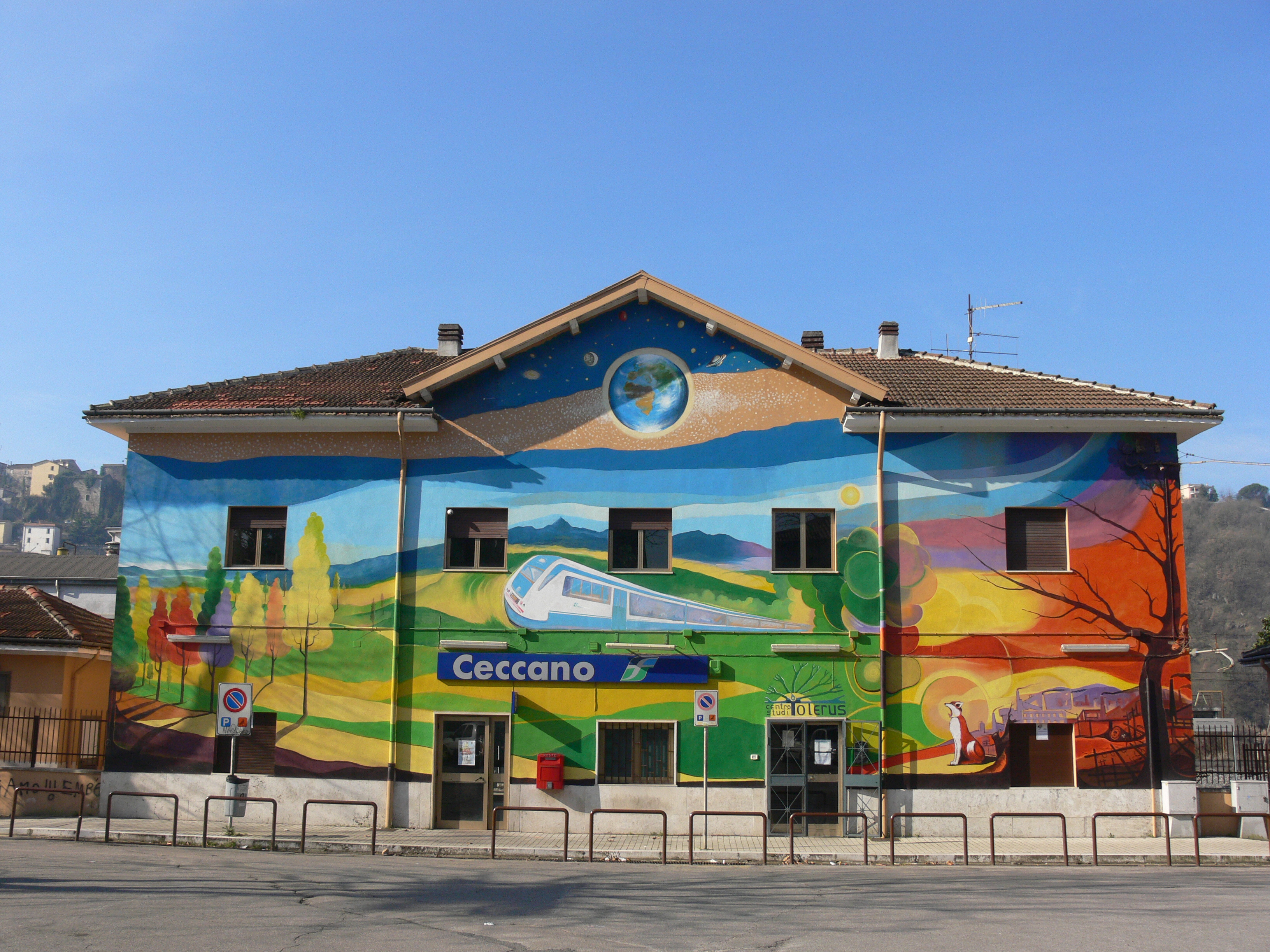
Stazione Ferroviaria di Ceccano - "L'Ecostazione"
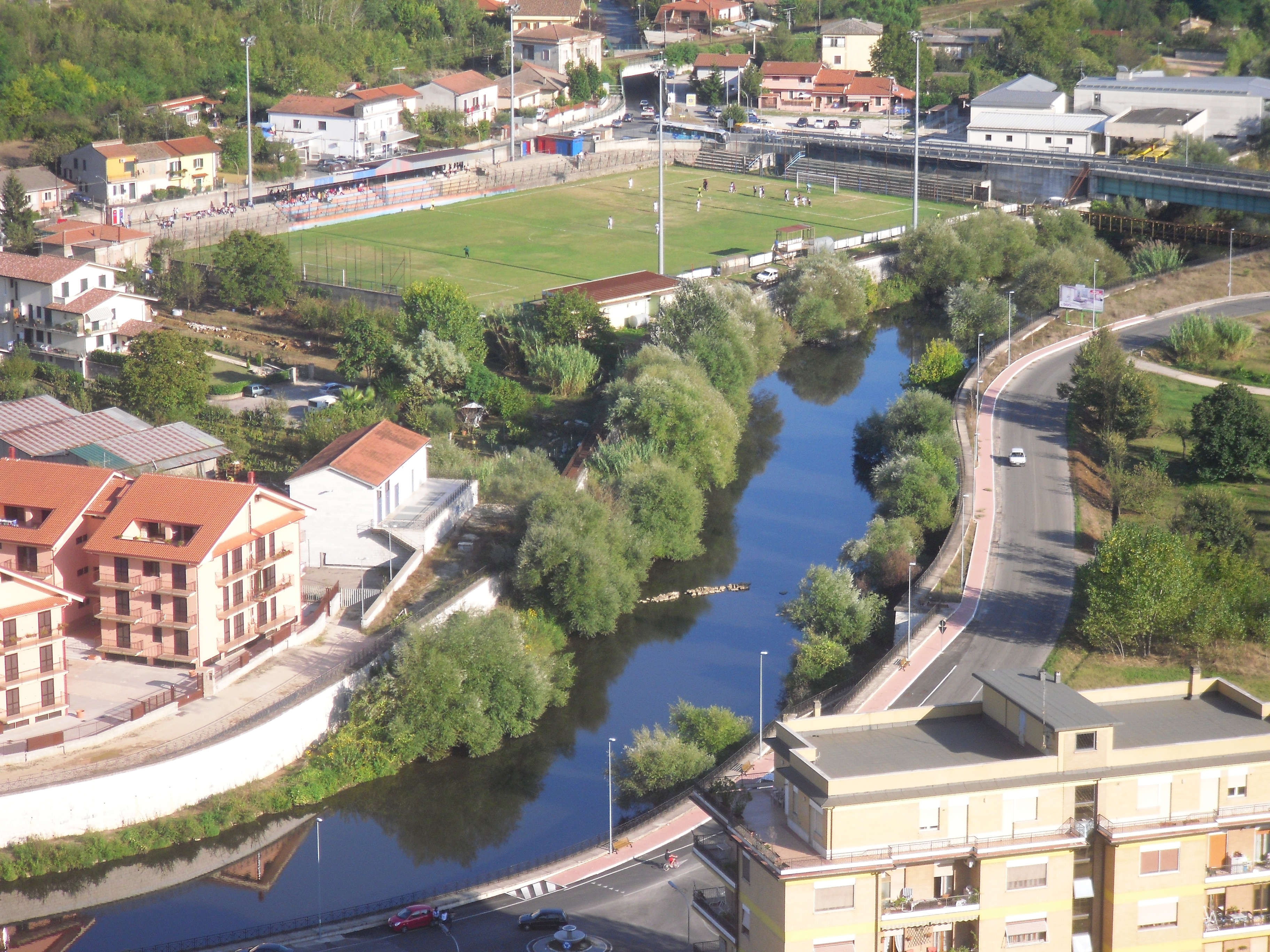
Tratto del fiume Sacco (vista dal Castello dei Conti)
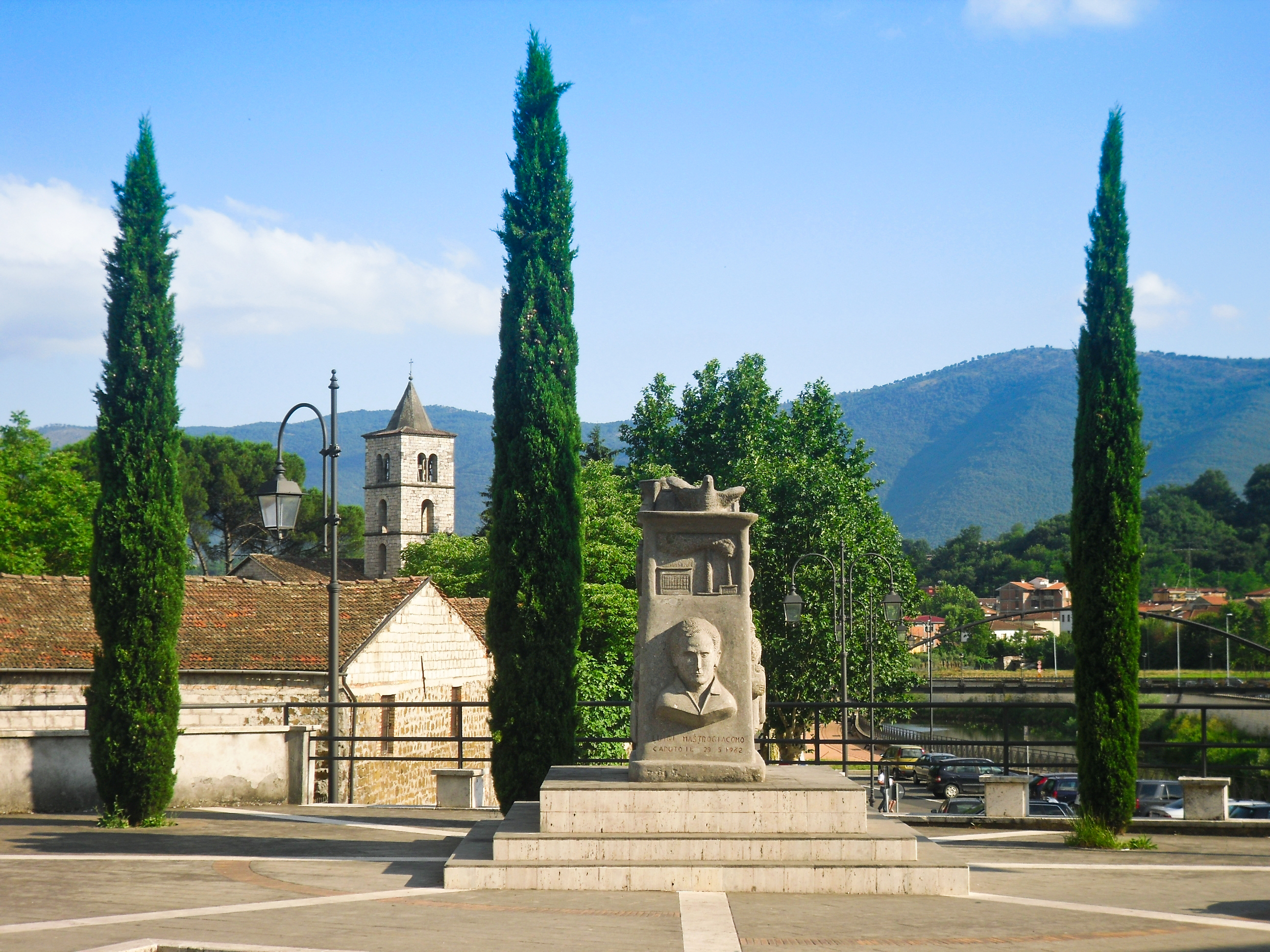
Piazzale sul Fiume Sacco
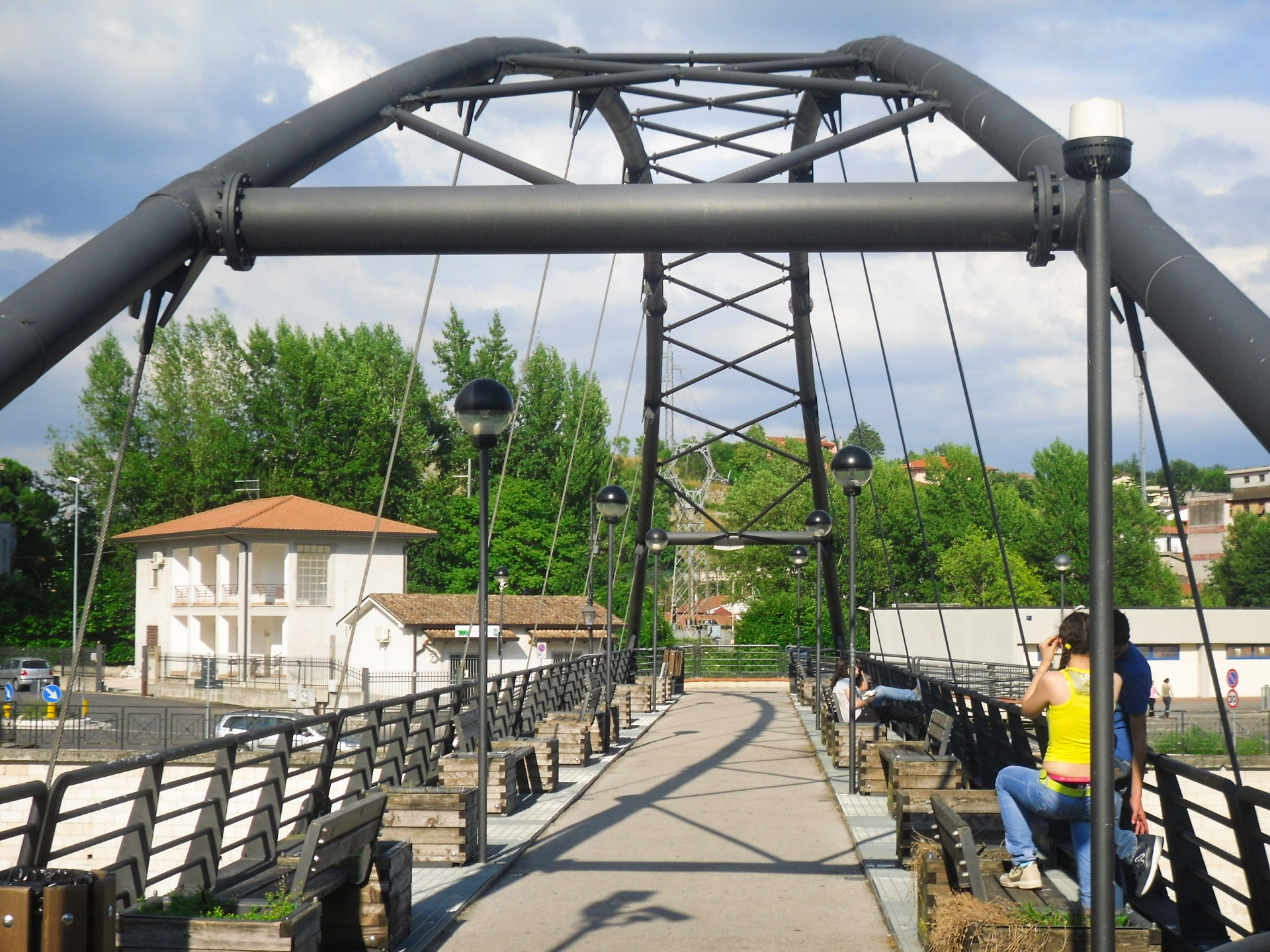
Passerella sul Fiume
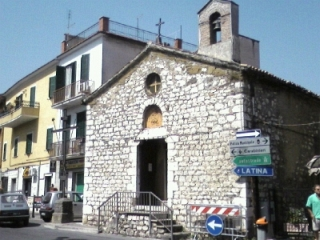
Chiesa della Madonna della Pace
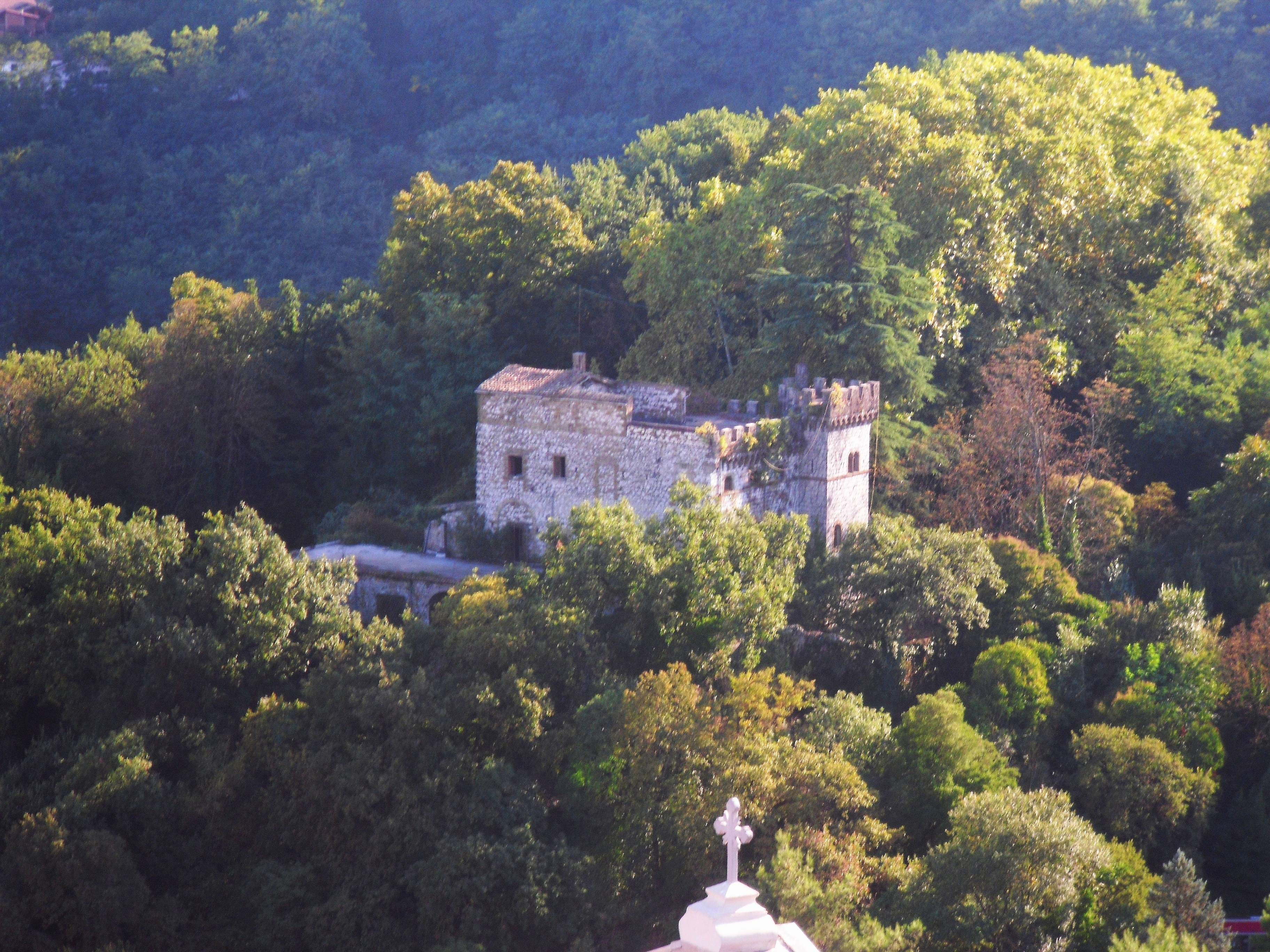
Castel Sindici
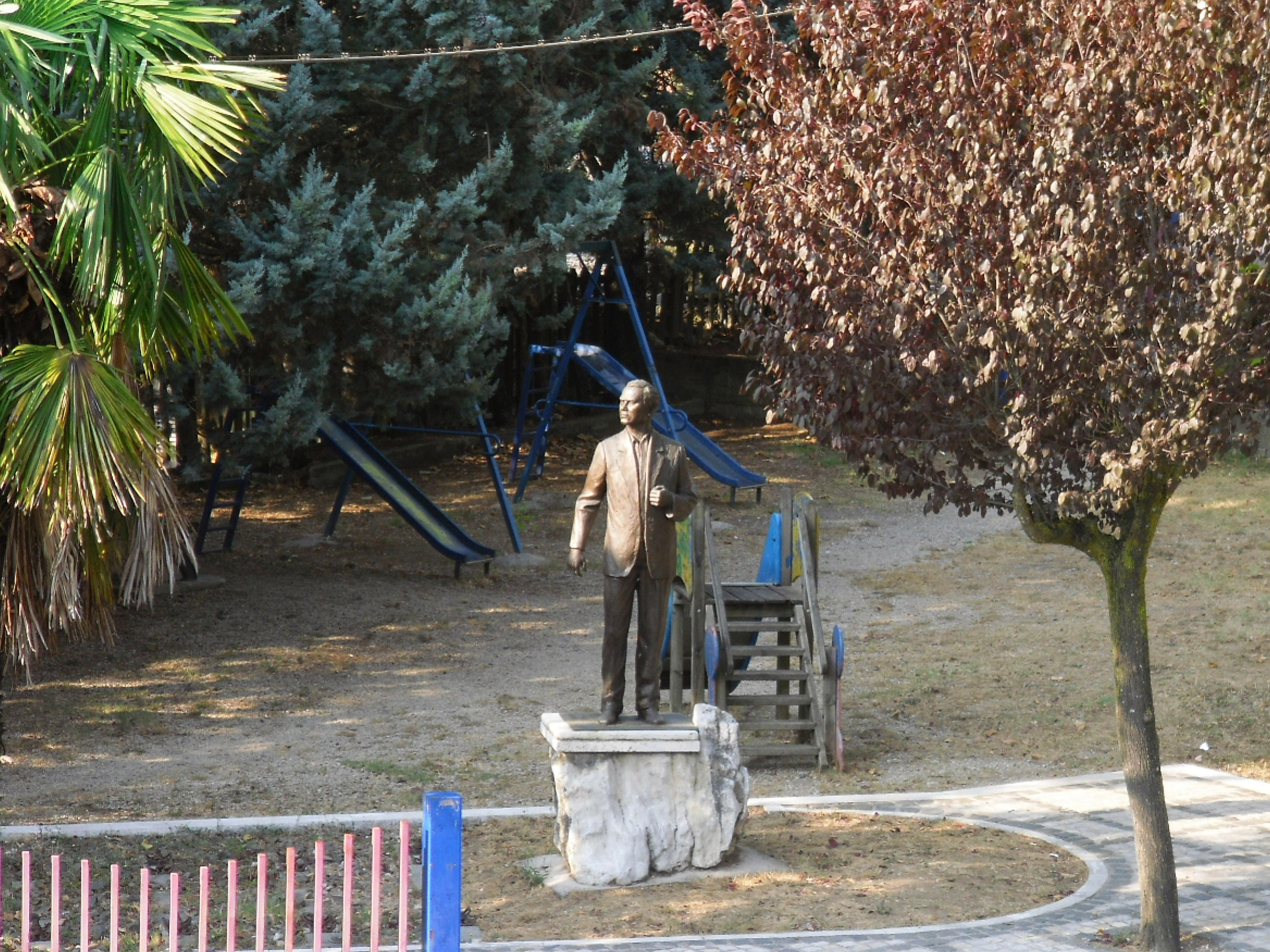
Monumento al viaggiatore (presso la Stazione)
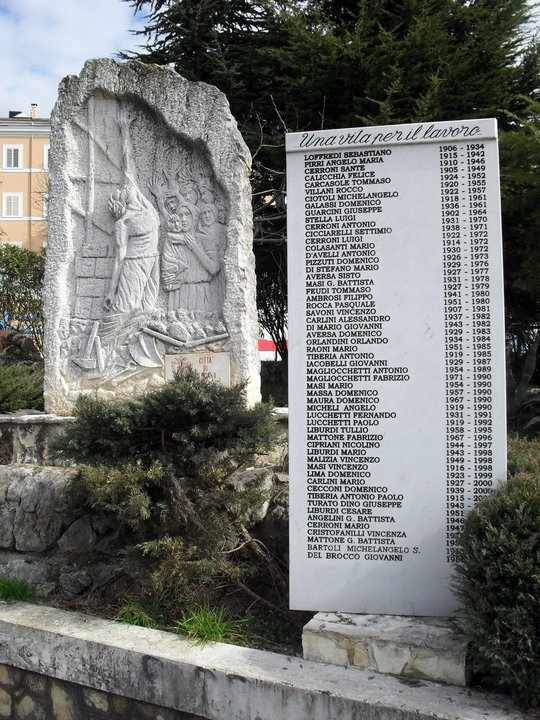
Monumento ai caduti del lavoro
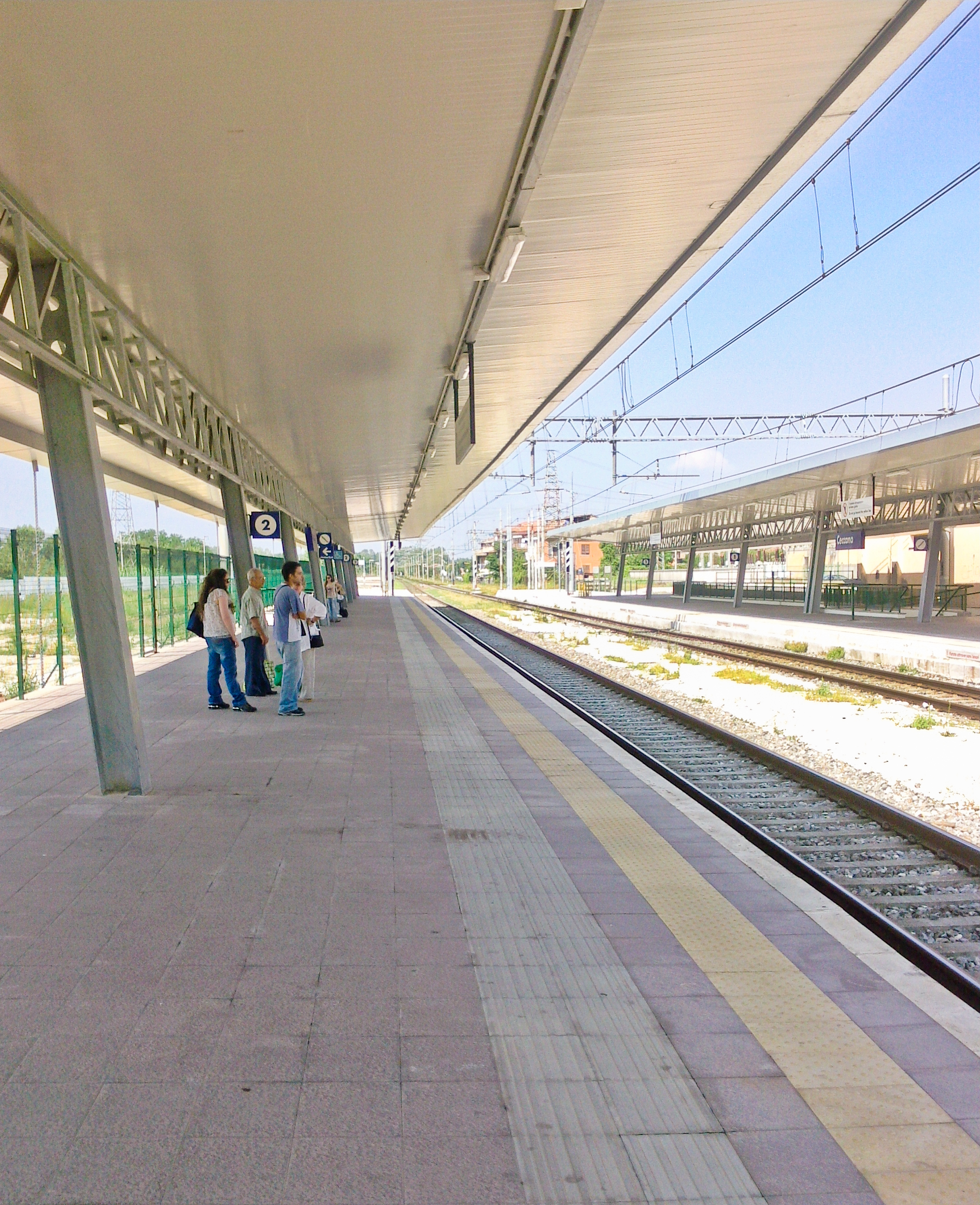
Banchine della Stazione ferroviaria di Ceccano
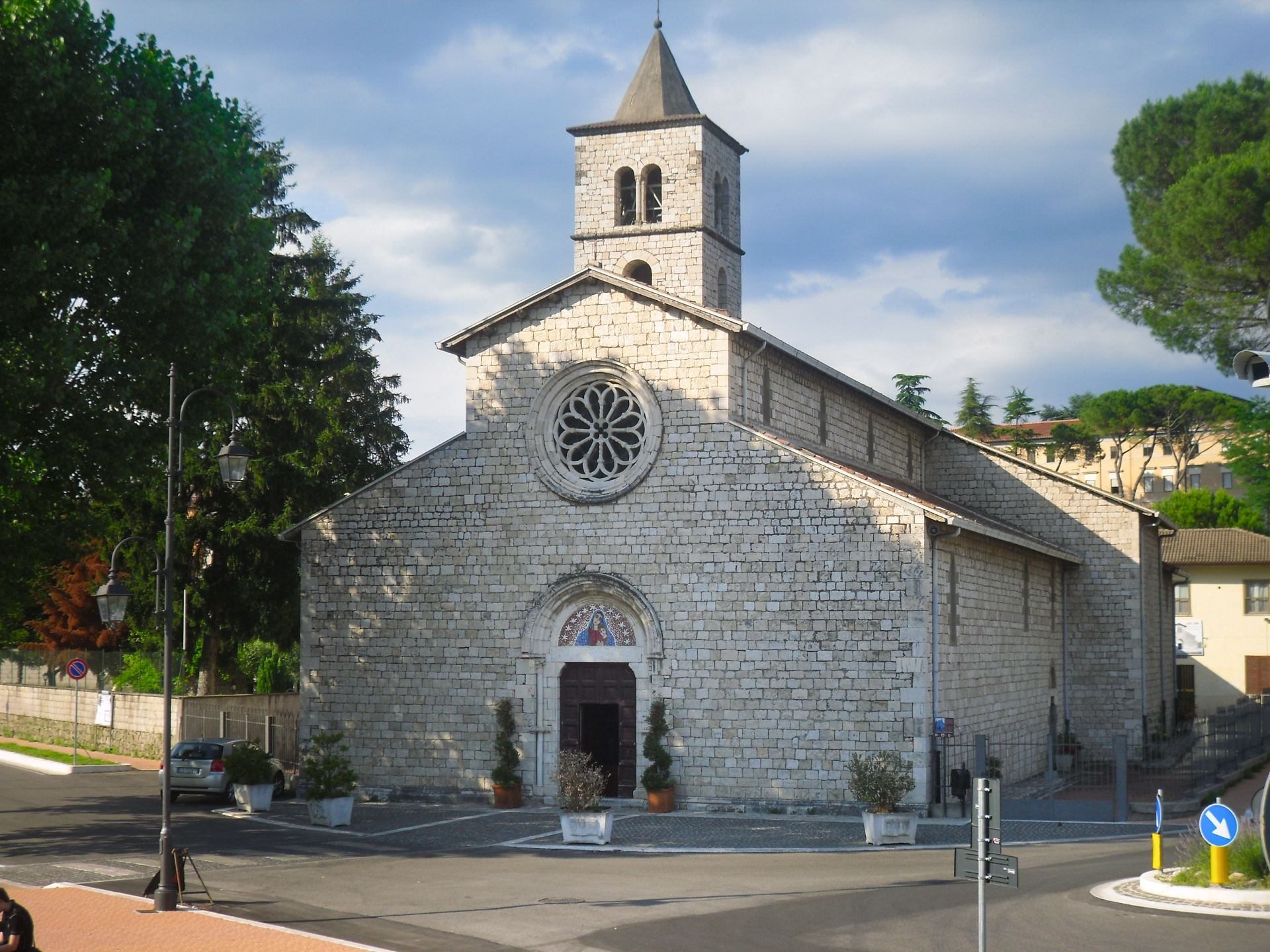
Santuario di Santa Maria a Fiume - Ceccano